# Micro-onde
Pour les articles homonymes, voir onde (homonymie).
Pour l'appareil électroménager utilisant cette technique, voir Four à micro-ondes

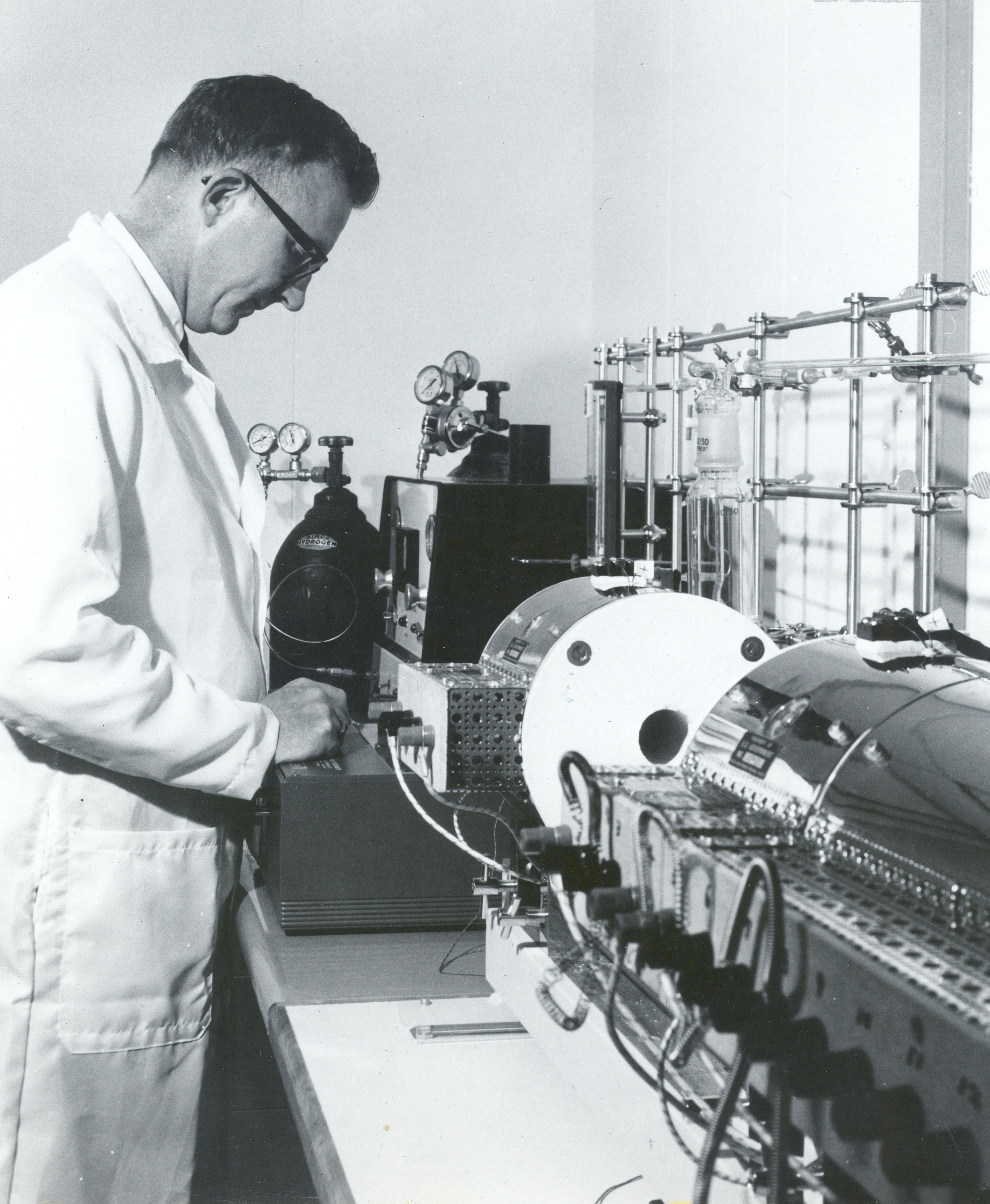
Expérience de transmission par micro-ondes (Laboratoire de la NASA).

Spectre des rayonnements électromagnétiques en fonction de leur longueur d'onde. On retrouve notamment les micro-ondes, possédant une longueur d'onde entre 2 mm et 30 cm.

Les micro-ondes ou microondes sont des rayonnements électromagnétiques de longueur d'onde intermédiaire entre l'infrarouge et les ondes de radiodiffusion.
Le terme de micro-onde provient du fait que ces ondes ont une longueur d'onde plus courte que celles de la bande VHF, utilisée par les radars pendant la Seconde Guerre mondiale.

## Description
Les micro-ondes ont des longueurs d'onde approximativement dans la gamme de 30 cm (1 GHz) à 1 mm (300 GHz) ; toutefois, les limites entre l'infrarouge lointain, les micro-ondes et les ondes radio UHF sont assez arbitraires et varient selon le champ d'étude. Les micro-ondes couvrent la fin des UHF (de 1 à 3 GHz), les SHF (de 3 à 30 GHz) et les EHF (de 30 à 300 GHz).
En 1884, l'existence des ondes électromagnétiques telles que les micro-ondes a été prédite par James Clerk Maxwell à partir de ses fameuses équations.
En 1888, Heinrich Rudolf Hertz fut le premier à démontrer l'existence des ondes électromagnétiques en construisant un appareil produisant des ondes radio.

## Sources
Les micro-ondes sont produites par des antennes classiques dans les réseaux de télécommunications (téléphonie, Wi-Fi, faisceaux hertziens) ou par des tubes à vide comme ceux listés ci-dessous :
- tube de Barkhausen-Kurz
- magnétron ;
- klystron ;
- tube à ondes progressives ;
- gyrotron.

Il existe également un certain nombre de sources naturelles de micro-ondes telles que :
- le soleil ;
- les pulsars ;
- les quasars.

## Exemples d'utilisations

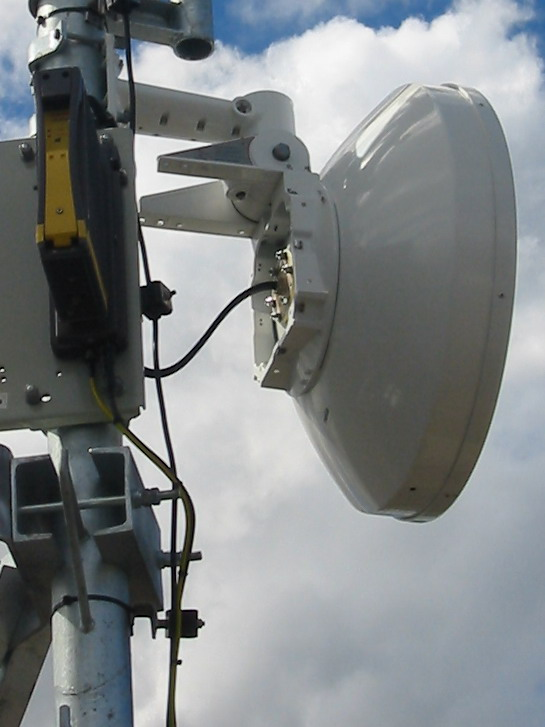
Antenne micro-ondes.

- Un maser est un dispositif semblable à un laser, sauf qu'il fonctionne aux fréquences des micro-ondes.
- Des micro-ondes sont employées pour les transmissions par satellite parce que cette fréquence traverse facilement l'atmosphère terrestre et avec moins d'interférences pour les longueurs d'onde les plus élevées[réf. souhaitée] (c'est le cas notamment des GPS).
- Les radars emploient également la réflexion de micro-ondes pour détecter la distance, la vitesse et d'autres caractéristiques des objets éloignés.
- Les protocoles de transmission sans fil pour réseaux locaux tels que Wi-Fi, Bluetooth, DECT emploient également des micro-ondes dans les bandes de 2,4 et 1,9 GHz respectivement ; certaines variantes de Wi-Fi (ex. : IEEE 802.11n et 802.11ac) emploient une bande située entre 5 et 6 GHz pour des communications à courtes distances (<100 m).
- Des réseaux étendus, comme le WiMAX mobile, utilisent la bande des 3,5 GHz[2].
- La diffusion des émissions de télévision numérique terrestre emploie certaines des fréquences micro-ondes inférieures.
- Des transmetteurs locaux de vidéo sans fil (surveillance d'un bébé, visionnage de la TV dans une chambre sans y disposer d'antenne filaire…) utilisent les micro-ondes.
- La téléphonie mobile repose sur les micro-ondes (plusieurs bandes entre 700 MHz et 2,7 GHz).
- Des micro-ondes pourraient aussi être employées pour transmettre de l'énergie à longues distances ; des recherches furent effectuées après la Première Guerre mondiale pour examiner cette possibilité.
- Dans les années 1970 et au début des années 1980, la NASA a effectué des recherches pour développer des systèmes de satellites à énergie solaire (SPS) avec de grands panneaux solaires qui redirigeraient sous forme de micro-ondes l'énergie captée vers la surface de la Terre.
- Un four à micro-ondes utilise un magnétron comme générateur de micro-ondes à une fréquence approximative de 2,45 GHz afin de chauffer les aliments. Les fours à micro-ondes domestiques ont fait leur apparition au début des années 1980 dans les foyers et sont répandus aujourd'hui par centaines de millions dans le monde.
- L'impulsion magnétique ultra-courte, qui sert au traitement du cancer et pourrait servir à fabriquer une arme de destruction de l'électronique adverse

## Bandes de fréquence
Le spectre des micro-ondes est défini approximativement pour la plage de fréquences de 0,3 à 1 000 GHz. Pour une fréquence d'utilisation entre 1 et 100 GHz, on emploie en général le terme d'hyperfréquences, la plupart des applications communes utilisant la gamme de 1 à 80 GHz. La gamme hyperfréquence est découpée en différentes bandes, en fonction des différentes applications techniques (voir la table ci-dessous) :
| Désignation | Gamme de fréquence | Gamme de longueur d'onde |
| ----------- | ------------------ | ------------------------ |
| Bande L     | 1 à 2 GHz          | 30 à 15 cm               |
| Bande S     | 2 à 4 GHz          | 15 à 7,5 cm              |
| Bande C     | 4 à 8 GHz          | 7,5 à 3,75 cm            |
| Bande X     | 8 à 12 GHz         | 3,75 à 2,5 cm            |
| Bande Ku    | 12 à 18 GHz        | 2,5 à 1,6 cm             |
| Bande K     | 18 à 26,5 GHz      | 16,6 à 11,3 mm           |
| Bande Ka    | 26,5 à 40 GHz      | 11,3 à 7,5 mm            |
| Bande Q     | 33 à 50 GHz        | 9,1 à 6 mm               |
| Bande U     | 40 à 60 GHz        | 7,5 à 5 mm               |
| Bande V     | 40 à 75 GHz        | 7,5 à 4 mm               |
| Bande E     | 50 à 90 GHz        | 6 à 3,3 mm               |
| Bande W     | 75 à 110 GHz       | 4 à 2,7 mm               |
| Bande D     | 110 à 170 GHz      | 2,7 à 1,8 mm             |

## Santé
Les techniques employant des micro-ondes peuvent s'avérer dangereuses lorsqu'elles dépassent une certaine puissance. C'est pour cela que les techniciens télécoms qui interviennent sur les antennes GSM (P=20 W) ne s'en approchent que lorsqu'elles sont désactivées. C'est aussi pour cela qu'un four à micro-ondes ne doit pas laisser sortir les ondes (puissance maxi émise à l'extérieur du four de 5 mW).
Dans le cas de faibles doses, comme pour les téléphones portables, certaines études supposent une nocivité mais ne peuvent pas la démontrer. Ces études n'emportent pas l'adhésion de la plupart des spécialistes, mais la plupart de ces études sont financées par les opérateurs[réf. nécessaire].
Cependant, le 31 mai 2011, l’Organisation mondiale de la santé (OMS) et le Centre international de recherche sur le cancer (CIRC) basé à Lyon ont déclaré par communiqué de presse que les ondes électromagnétiques à hyperfréquence utilisées notamment dans la téléphonie mobile et le Wi-Fi étaient « peut-être cancérogènes pour l'Homme ».